# Grad Lož
Grad Lož (nemško Laas), od katerega so do danes ostale le razvaline, je stal v Loški dolini nad sedanjim trškim naseljem Lož na Notranjskem.
Grad Lož so sredi 12. stoletja pozidali oglejski patriarhi, ki so ga dali v fevd grofom Vovbrškim. Grad in gospostvo se v listinah omenja pod naslednjimi imeni: Los, Lous, Lose, Losch. Za njimi so ga imeli v fevdu njihovi sorodniki grofje Strmški iz Strmca na Koroškem. Leta 1244 je prišlo do viška finančne zagate Vovbržanov, ki so jo reševali s posojili pri Ortenburških, zato je patriarh Bertold tega leta odvzel Ulriku Strmškemu gospostvo Lož z vsemi pripadajočimi ministeriali in pravicami ter prevzel neposredno oblast. Leta 1269 je omenjen prvi loški gastald ali upravitelj. Njegove funkcije so bile gospodarsko-upravne, nadzorne in sodne. Posebej je bil odgovoren za pravilno pobiranje dajatev in davščin. Po letu 1296 so gastalde zamenjali glavarji oziroma kapitani.
Med letoma 1306 in 1308 je Lož protipravno zasedel goriški grof Henrik, in ga vrnil šele leta 1319, nato ga je patriarh  leta 1321 podelil v fevd kranjskemu deželnemu glavarju grofu Majnhardu Ortenburškemu, ki ga je po smrti zapustil sinu Hermanu III. Slednji ga je vrnil patriarhu šele 1335. Leta 1341 je bil oglejski glavar v Ložu Ditrik Werdenstainski, sin Izolde Snežniške. Leta 1342 je patriarh podelil grad v Ložu z vsemi pravicami in sodstvom v fevd Hermanu in Juriju Werdenstainu. Bratje Werdenstainski so še istega leta prodali grad  Lož z odvetništvom in deželskim sodiščem Ortenburžanom. Po uboju patriarha Bertranda leta 1350, so loško gospostvo dobili Habsburžani in ga imeli v lasti do leta 1366. Tega leta je oglejski patriarh Lož podelil svojemu zavezniku goriškemu grofu Henriku, ta pa ga je leta 1368 podelil Janezu Šteberškemu, ki je postal zaveznik patriarha Markvarda. Patriarh je podelil Ortenburškemu grofu Frideriku v fevd gradove Ortnek, Poljane, Kostel in Čušperk, loškega gradu pa med te darove ni hotel vključiti. Vseeno pa so si Ortenburžani tudi nad Ložem lastili skoraj popolno oblast tudi, ko ga je posedovala rodbina von der Dürr (1390-1410).
Po letu 1418 je grad Lož z gospostvom z dedovanjem pripadel v last  Celjskih grofov vse do leta 1456, ko je rod izumrl. Patriarh Ludvik von Teck je leta 1425 formalno podelil gospostvo Lož v fevd grofu Hermanu II. Celjskemu. V vojni med Celjani in Habsburžani so slednji napadli trg Lož, ki so  ga v drugem naskoku sicer zavzeli, ne pa tudi gradu. V last Habsburžanom loško gospostvo ponovno pride torej leta 1456, ko ga v zakup dobi Martin Snitzenpawmer, ki ga je že imel v zakupu že v času Celjanov. Za njim je leta 1460 postal loški zakupnik Herman Ravbar. Tržaški škof Antonio de Goppo je leta 1461 vso zakupnino od Ravbarja odkupil.  Leta 1528, v času ko je bil Lož zastavno gospostvo, je bil sestavljen urbar. Iz njega izhaja, da je gospostvo obsegalo 66 kmetij v vaseh Babno polje, Vrh, Podgora, Iga vas, Viševek, Podcerkev, Nadlesk, Knežja njiva, Markovec, Otok, Gornje jezero, Laze, Goročica, Martinjak, Bloke, Studeno, Marof, Nova vas, Hudi vrh, Landol, Grobišče in Klance. 
V 16. stoletju in v začetku 17. stoletja  so imeli grad Lož in loško gospostvo v zakupu naslednji gospodje:  Erazem Borše, brata Krištof in Franc Moscon, pa Gašper Herbst leta 1521, Janez Gall leta 1532, Volbenk Lamberg in za njim njegova vdova Uršula leta 1565, od leta 1574  Karel Jurij pl. Hoffer, nato oče Franc in sin Erazem Scheyerja leta 1584 in 1595. Lož je bil zastavno gospostvo do leta 1613, ko ga je zadnji loški zakupnik Volf Paradeiser kupil. Leta 1627 ga je prodal zetu baronu Rafaelu Coraduzziju. Leta 1635 je grad Lož in loško gospostvo ter graščino Snežnik kupil knez Janez Anton  Eggenberg in sedež loškega gospostva prenesel na grad  Snežnik, grad Lož pa pustil propadanju. Leta 1669 je gospoščine Lož, Snežnik in Postojno kupil grof Janez Vajkard Turjaški (Auersperg). Grad Lož je potem kmalu dokončno propadel v današnje razvaline, ki jih domačini imenujejo tudi Pusti grad.